# Interdependencia compleja
En relaciones internacionales, la idea de interdependencia compleja es una teoría de Robert Keohane y Joseph Nye que los Estados y sus fortunas están inseparablemente unidos. El concepto de interdependencia económica fue popularizada por la obra de Richard Cooper. Con su constructo analítico de interdependencia compleja en su crítica del realismo político, «Robert Keohane y Joseph Nye van un paso más allá y analizan cómo la política internacional es transformada por la interdependencia» (Crane & Amawi 1997: 107-109). Los teóricos reconocen que las diversas y complejas conexiones transnacionales e interdependencias entre estados y las sociedades fueron en aumento, mientras que la fuerza militar y el equilibrio de poder decreciendo, pero manteniéndose en un nivel importante. Al hacer uso del concepto de interdependencia, Keohane y Nye (1997: 122-132) también hacen la diferencia entre interdependencia y dependencia al analizar el rol de poder en política y en las relaciones entre los actores internacionales.
A partir de tales postulados se elabora un modelo ideal de la política mundial opuesto al modelo característico del realismo político. Es el modelo que llaman de interdependencia compleja. La realidad internacional en la mayoría de los casos responderá, según Nye y Keohane, a una situación intermedia entre ambos modelos, lo que no impide la necesidad del modelo de interdependencia compleja en orden a analizar adecuadamente esa realidad.
Este modelo posee tres características principales:
1. La existencia de múltiples canales conectando las sociedades. Estos canales serían las relaciones interestatales, transgubernamentales y transnacionales.
2. La agenda de las relaciones interestatales consiste en múltiples problemas que no están ordenados en una jerarquía clara y consistente. Esta ausencia de jerarquía entre los problemas significa, entre otras cosas, que la seguridad militar no domina consistentemente la agenda. Muchos problemas surgen de lo que normalmente se considera política interior y la distinción entre problemas internos y externos se diluye.
3. La fuerza militar no es utilizada por los gobiernos, respecto de otros gobiernos dentro de la región o respecto de los problemas, cuando prevalece la interdependencia compleja. Puede, sin embargo, ser importante en las relaciones de estos gobiernos con otros externos a la región o respecto de otros problemas. Nye y Keohane argumentan también el declinamiento del uso de la fuerza militar como una herramienta política para incrementar otras formas de interdependencia, lo que aumenta la probabilidad de cooperación entre estados.

Estas tres características de la interdependencia compleja originan procesos políticos distintos, que traducen los recursos de poder en poder como control de resultados. Los objetivos variarían también en función de las áreas de problemas al igual que la distribución de poder.

## Obras citadas
- Crane, G.T. & Amawi, A. 1997. The Theoretical evolution of international political economy: a reader. New York: Oxford University Press.

- Keohane, R.O. 2002. Power and Governance in a Partially Globalized World. London: Routledge.

- Keohane, R.O. & Nye, J.S. 1997.Interdependence in World Politics. In Crane, G.T. & Amawi, A., The Theoretical evolution of international political economy: a reader. New York: Oxford University Press.

- Keohane, R.O. & Nye, J.S. 1998. Power and interdependence in the information age. Foreign Affairs, Vol. 77, Issue 5, p. 81.

- Datos: Q2916942